# Mass Rock

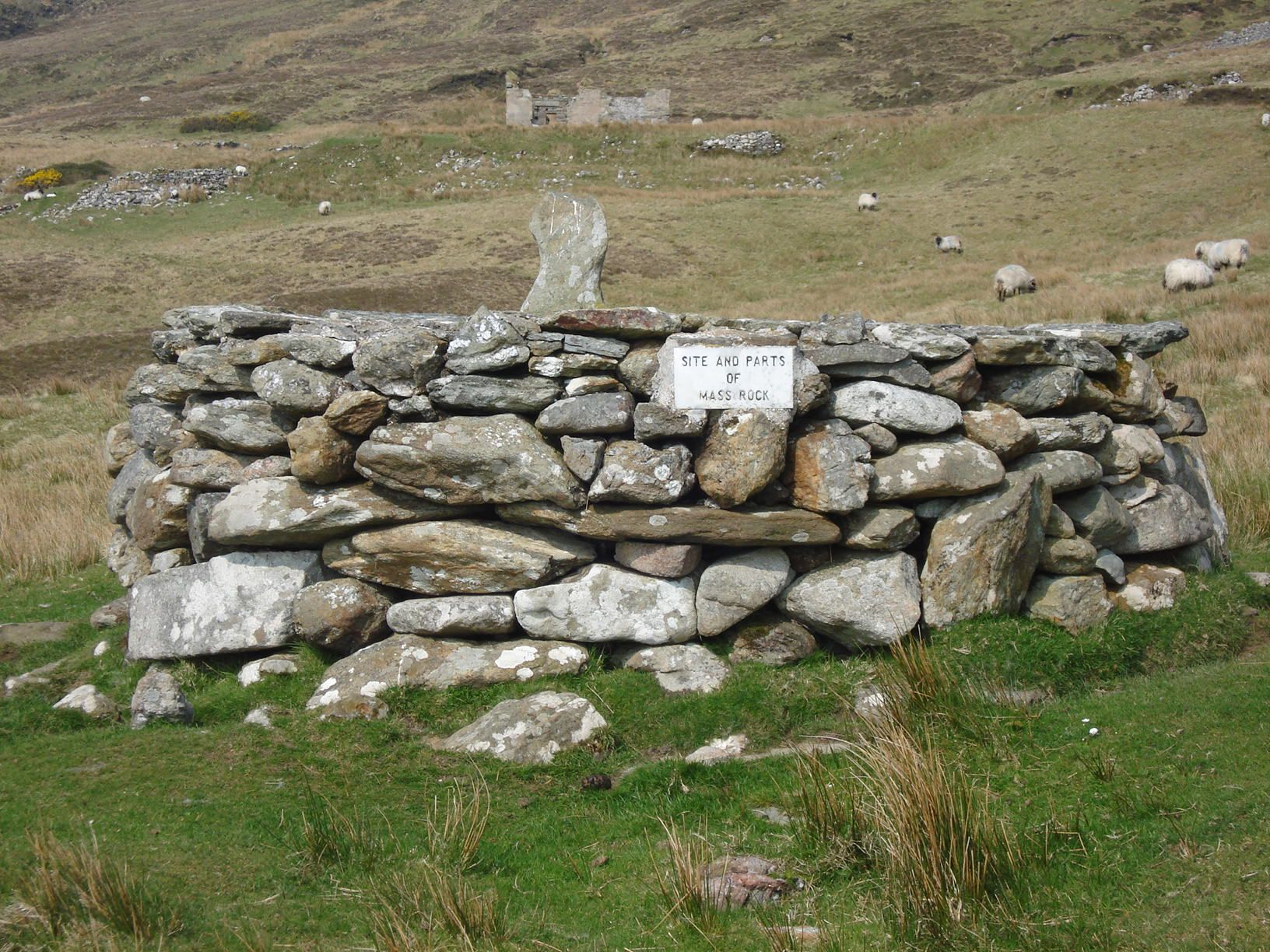
Mass Rock an der Keem Bay

Der Mass Rock (irisch: Carraig an Aifrinn; deutsch: Messestein) ist ein in den Jahren der Penal Laws in Irland als Altar genutzter Felsblock. Er bot eine Voraussetzung für den heimlichen Besuch von Heiligen Messen, die im Freien stattfanden.

## Beschreibung
Die englische Besatzungsmacht verbot den Katholiken der Insel durch zwischen 1695 und 1709 entstandene Gesetze öffentliche Religionsausübung. Insbesondere im 18. Jahrhundert waren öffentliche Zeremonien katholischer Geistlicher verboten. Den Auftakt für die Diskriminierung bildete das im Jahre 1691 erlassene Gesetz des englischen Parlaments, das Katholiken aus allen Staatsämtern, dem Parlament, den Universitäten und dem Militär – in England und Irland – ausschloss. Viele Kirchen und Klöster wurden nach der Schlacht am Boyne 1690 zerstört oder zweckentfremdet.

Mass Rocks
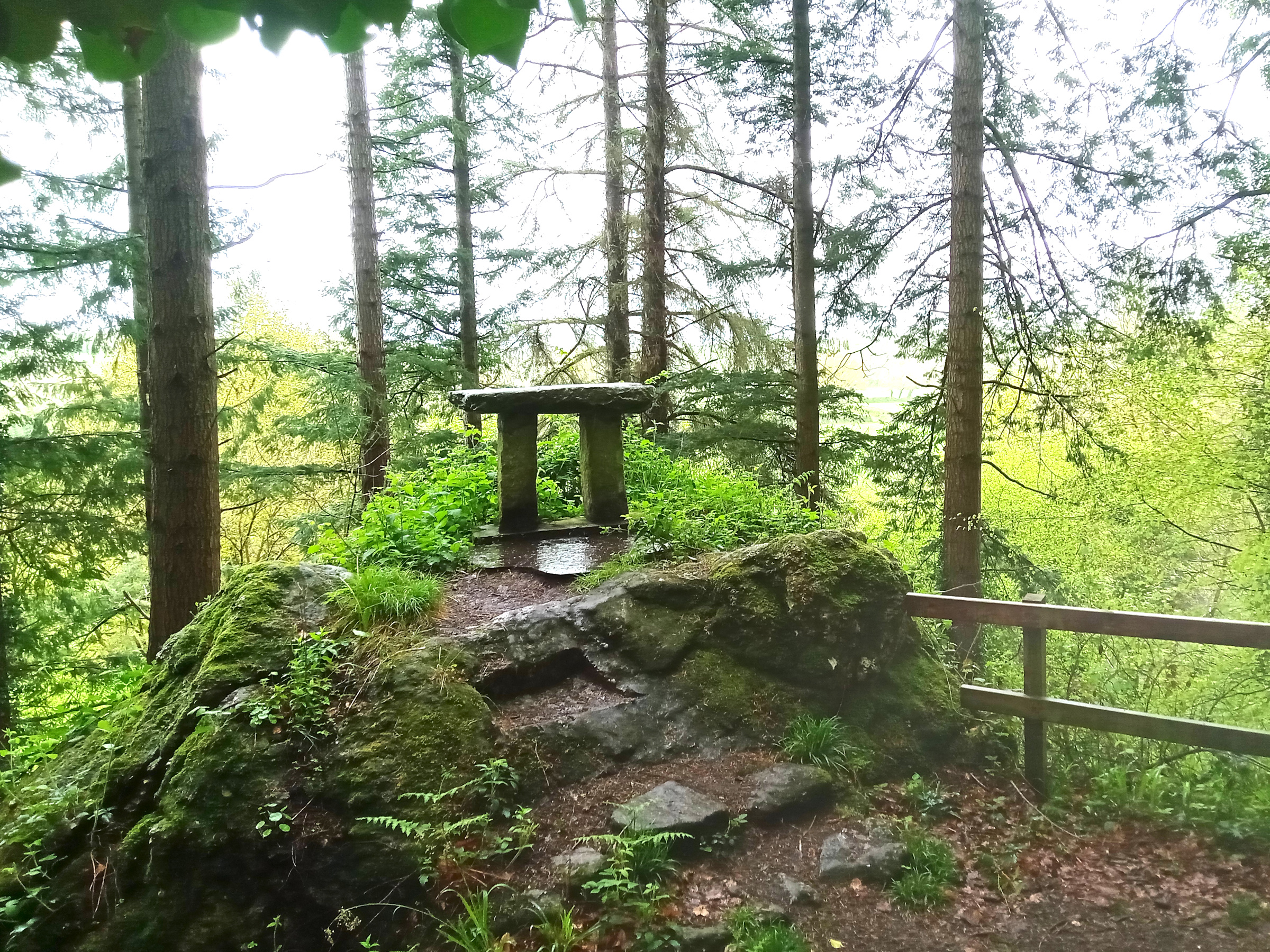
Mass Rock von Clashganny
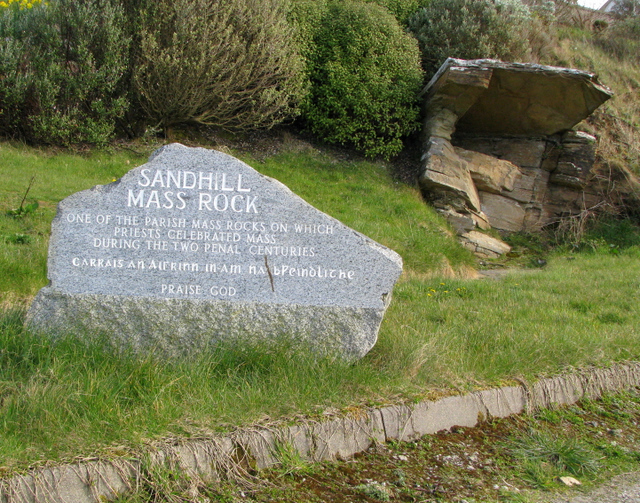
Mass Rock von Sandhill
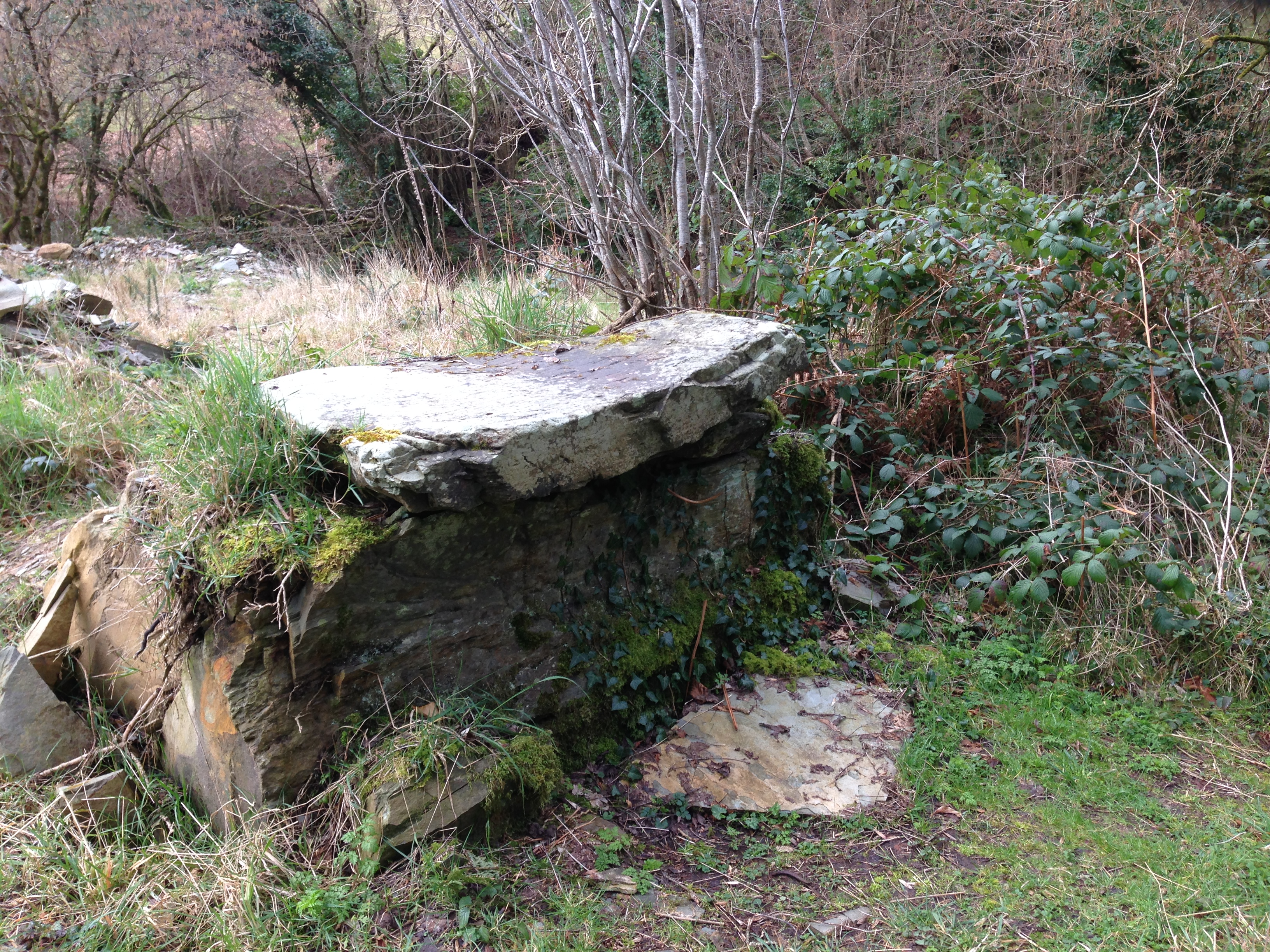
Mass Rock von Tonaneave
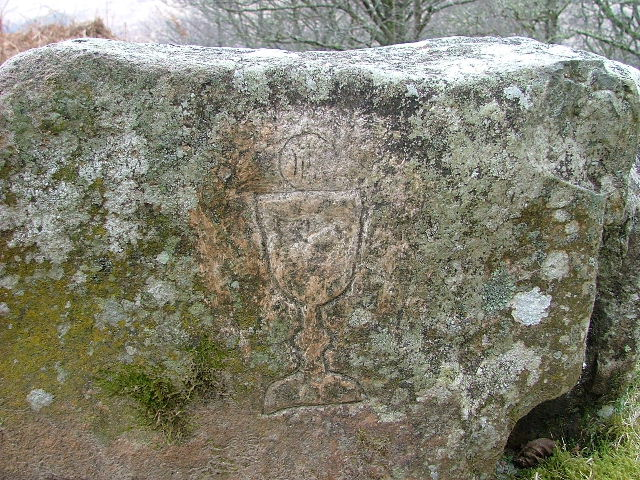
Chalice Stone, Mass Rock von Glen Roy, Schottland

Die irischen Katholiken begannen deshalb, Messen im Freien an versteckt gelegenen Mass Rocks zu feiern. Viele Plätze, wie Ballymacpeake, Cappabane, Castlemagner oder Newtowncunningham, haben sich bis heute im Gedächtnis erhalten und werden sporadisch weiterhin genutzt. Auch Megalithanlagen wie das Wedge tomb von Altar im County Cork und der Dolmen von Ballyfroota im County Limerick dienten als Mass Rocks. In Killina westlich von Tullamore im County Offaly in Irland befinden sich eng benachbart eine Heilige Quelle, ein Mass Rock und ein Bullaun. Heute sind Mass Rocks teilweise in Landkarten eingezeichnet, wie zum Beispiel der von Tawley im County Leitrim.
Es gab auch in Schottland nach dem letzten Jakobitenaufstand – der Jacobite rising of 1745 (the Forty-Five) – und der einsetzenden Verfolgung von Katholiken durch den Herzog von Cumberland als Mass Rock benutzte Steine, so den Chalice Stone.